# Mycalesis phalanthus
Mycalesis phalanthus är en fjärilsart som beskrevs av Otto Staudinger 1887. Mycalesis phalanthus ingår i släktet Mycalesis och familjen praktfjärilar. Inga underarter finns listade i Catalogue of Life.